# Khimsar
Khimsar fou un estat tributari protegit, thikana feudatària de Jodhpur, governada pel clan Karamsot del rathors rajputs. Fou fundat vers 1523 per Rao Karamsi, vuitè fill de Rao Jodha de Marwar o Jodhpur.

## Llista de raos
- Rao Karamsi
- Rao pachainsi
- Rao maheshdas
- Rao hardas
- Rao dayaldas
- Thakur bhim singh
- Thakur harnath singh
- Thakur udai singh
- Thakur zorawar singh
- Thakur karan singh
- Thakur berisal singh
- Thakur bhopal singh
- Thakur bakhtawar singh
- Thakur shrinath singh
- Thakur shardul singhji
- Thakur ranjit singhji
- Thakur kesri singhji